# 용소로 (부산)
용소로는 부산광역시 남구 용소삼거리와 남부운전면허시험장 교차로를 잇는 부산광역시의 도로이다. 본래 용호로에 속했으나 도로명주소 정비로 인해 용소로로 분리되었다. '용소로'라는 이름은 이 도로가 있는 지역의 옛 지명이 용이 소(늪)에서 하늘로 날아오르는 형상이라 하여 '용소'라 불렸던 것에서 유래하였다. 부경대학교 대연캠퍼스의 서쪽을 끼고 도로가 나 있는 것이 특징이다.

## 주요 경유지
부산광역시
- 남구 대연동

## 노선
| 이름                                      | 접속 노선                        | 소재지     | 소재지 | 비고 |
| ----------------------------------------- | -------------------------------- | ---------- | ------ | ---- |
| 용소삼거리 (경성대학교) (경성대·부경대역) | 부산광역시도 제20호선 (수영로)   | 부산광역시 | 남구   |      |
| (TBN부산교통방송)                         | 조각공원로                       | 부산광역시 | 남구   |      |
| (부산예술회관)                            | 부산광역시도 제7301호선 (유엔로) | 부산광역시 | 남구   |      |
| 남부운전면허시험장 교차로                 | 부산광역시도 제66호선 (신선로)   | 부산광역시 | 남구   |      |
| 용호로와 직결                             |                                  |            |        |      |

## 주요 건물 및 시설
- 부경대학교 대연캠퍼스 (부산광역시 남구 용소로 45)
- TBN부산교통방송 부산본부 (부산광역시 남구 용소로 68)
- 부산예술회관 (부산광역시 남구 용소로 78)